# Relación interespecífica
Una relación interespecífica o asociación interespecífica es la interacción biológica que tiene lugar entre dos o más individuos de especies diferentes.

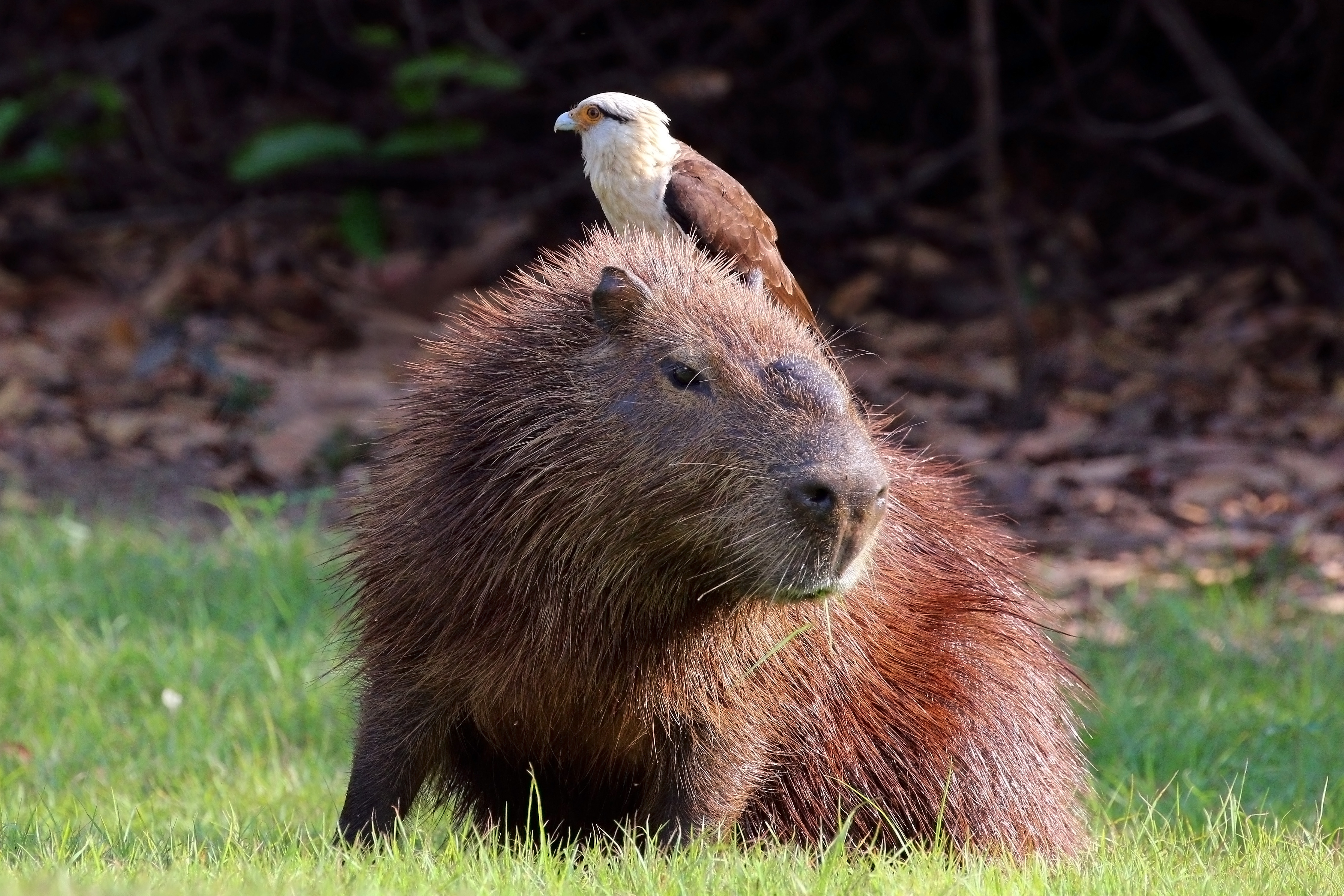
Ejemplo de relación entre un caracara (Milvago chimachima) y un capibara (Hydrochoeris hydrochaeris)

En los ecosistemas se establecen relaciones alimentarias entre distintas poblaciones. Los productores son los organismos capaces de producir su propio alimento mediante el proceso de fotosíntesis; no necesitan comer a otros seres vivos. Los animales que no pueden fabricar su alimento, deben alimentarse de otros seres vivos. Por esta razón, son llamados consumidores. Los consumidores primarios, llamados herbívoros, comen vegetales. Los consumidores que comen a otros animales pueden ser secundarios, terciarios, cuaternarios e incluso, en otros casos muy extremos, quíntuples.

Representación de dos cadenas tróficas en distintos ecosistemas.

Cuando los organismos vivos mueren, o las plantas pierden hojas y flores, estos desechos son transformados en materiales más sencillos que retornan al suelo y pueden ser utilizados nuevamente. Los descomponedores, como algunos hongos y bacterias, se alimentan de estos restos. Si no existieran los descomponedores en las redes alimentarías, la Tierra se llenaría de plantas y animales muertos. Los hongos y las bacterias transforman los desechos en sales minerales, agua y dióxido de carbono, que luego los vegetales pueden aprovechar para realizar la fotosíntesis. Las cadenas alimentarías indican qué seres vivos se alimentan de otros que habitan el mismo ecosistema. Pero como un animal presenta una alimentación variada y al mismo tiempo puede ser comido por otros animales, se establece una relación compleja de alimentación dentro del ecosistema que se denomina red alimentaria.

Representación de una red trófica o alimentaria.

Los seres vivos que habitan los ecosistemas en una parte y se relacionan de diferentes maneras: Cuando las relaciones se establecen entre organismos de una misma especie, se denominan intraespecíficas. La unión de machos y hembras para reproducirse, o para alimentar y proteger a las crías son ejemplos de relaciones dentro de una misma especie.

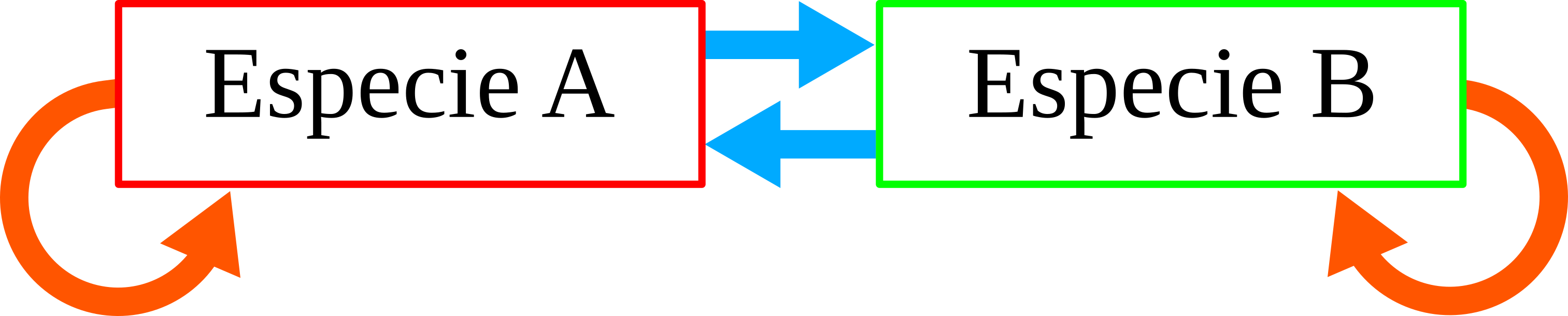
Esquema que representa las interacciones biológicas. Las interespecíficas son representadas por flechas rectas (celeste), mientras que las intraespecíficas son marcadas por flechas curvas (naranja).

Las relaciones interespecíficas son las que se establecen entre especies diferentes de una comunidad, por ejemplo dos o más especies animales compiten por la misma presa para alimentarse. La relación de competencia por el alimento y el espacio se produce entre individuos de la misma especie o de diferentes especies.

## Tipos de relaciones interespecíficas
| Relación interespecífica | Especie A      | Especie B      | Ejemplo:                    |
| ------------------------ | -------------- | -------------- | --------------------------- |
| Amensalismo              | (=)            | (-)            | Penicillium                 |
| Epibiosis                | Epibionte (+)  | Hospedador (=) | Plantas epífitas            |
| Tanatocresis             | (+)            | (=)            | Cangrejo ermitaño           |
| Explotación              | (+)            | (-)            | Especies nidoparásitas      |
| Competencia              | (-)            | (-)            | Leones y hienas             |
| Foresis                  | (+)            | (=)            | Rémoras y tiburones         |
| Depredación              | Depredador (+) | Presa (-)      | León y cebra                |
| Parasitismo              | Parásito (+)   | Huésped (-)    | Pulgas y perros             |
| Herbivoría               | Herbívoro (+)  | planta (-)     | Cebras y hierba             |
| Comensalismo             | Comensal (+)   | Huésped (=)    | Rémoras y tiburones         |
| Inquilinismo             | Inquilino (+)  | Huésped (=)    | Ballenas y balanos          |
| Simbiosis                | (+)            | (+)            | Liquen (alga-hongo)         |
| Mutualismo               | (+)            | (+)            | Pez payaso y anémona de mar |

## Relaciones interespecíficas perjudiciales o antibiosis
- Parasitismo: Ocurre cuando una especie obtiene el beneficio de otra perjudicándole o causándole algún daño. Por ejemplo: esto es lo que pasa con el mosquito, que al succionar nuestra sangre nos perjudica a nosotros mientras que el mosquito se beneficia.

- Depredación: Se basa en la alimentación, en la cual los individuos de una especie (depredadores) cazan a los de otra (presas). En la depredación se beneficia el depredador, y se daña la presa. Por ejemplo: el águila y la serpiente se alimentan de ratones, y estos a su vez se alimentan de determinados tipos de plantas; si uno de los depredadores se extinguiera el otro no podría disminuir la población de esos roedores y esto disminuiría la población de plantas.

- Competencia: Es cuando individuos de diferentes especies aprovechan recursos de un mismo ambiente. Como alimento, agua, espacio, luz, etc. En este caso se perjudican los dos, porque limitan el acceso a estos recursos. Por ejemplo: algunas especies de anémonas de mar compiten por el espacio disponible.

- Amensalismo: Cuando un organismo perjudica a otro sin obtener ningún tipo de beneficio. Como la producción de manera natural de una sustancia inhibidora para la segunda especie. O la alteración de las condiciones de un espacio, que resultan intolerables para la otra especie.